# U (chirilic)
U (У, у) este o literă a alfabetului chirilic, reprezentând vocala /u/.
în alte limbi mai există și alte derivate ale acestei litere :
- Ў cu căciulă (în limba bielorusă, limba uzbekă)
- Ӯ cu macron (în limba tadjikă)
- Ӱ cu diereză (în limba altai, Limba găgăuză, limba mari)
- Ӳ cu accent acut dublu (în limba ciuvașă)
- Ү (în limba mongolă, limba kazahă, limba tătară, limba bașkiră, și altele)
- Ұ cu bară diacritică (în limba kazahă)

## Istorie
Din punct de vedere istoric, acest caracter a evoluat din grupul de litere оу folosit în textele scrise în slavona veche, reprezentând /u/. ОУ a fost derivat din alfabetul grec, unde combinația aceasta reprezenta de asemenea /u/.
În consecință, forma literei a fost împrumutată de la grecescul ipsilon, care a fost preluat în alfabetul chirilic ca izhitsa (Ѵ). (Litera izhitsa a fost scoasă din alfabetul rus în timpul reformei ortografice din 1917/19).